# Туризм в Исландии

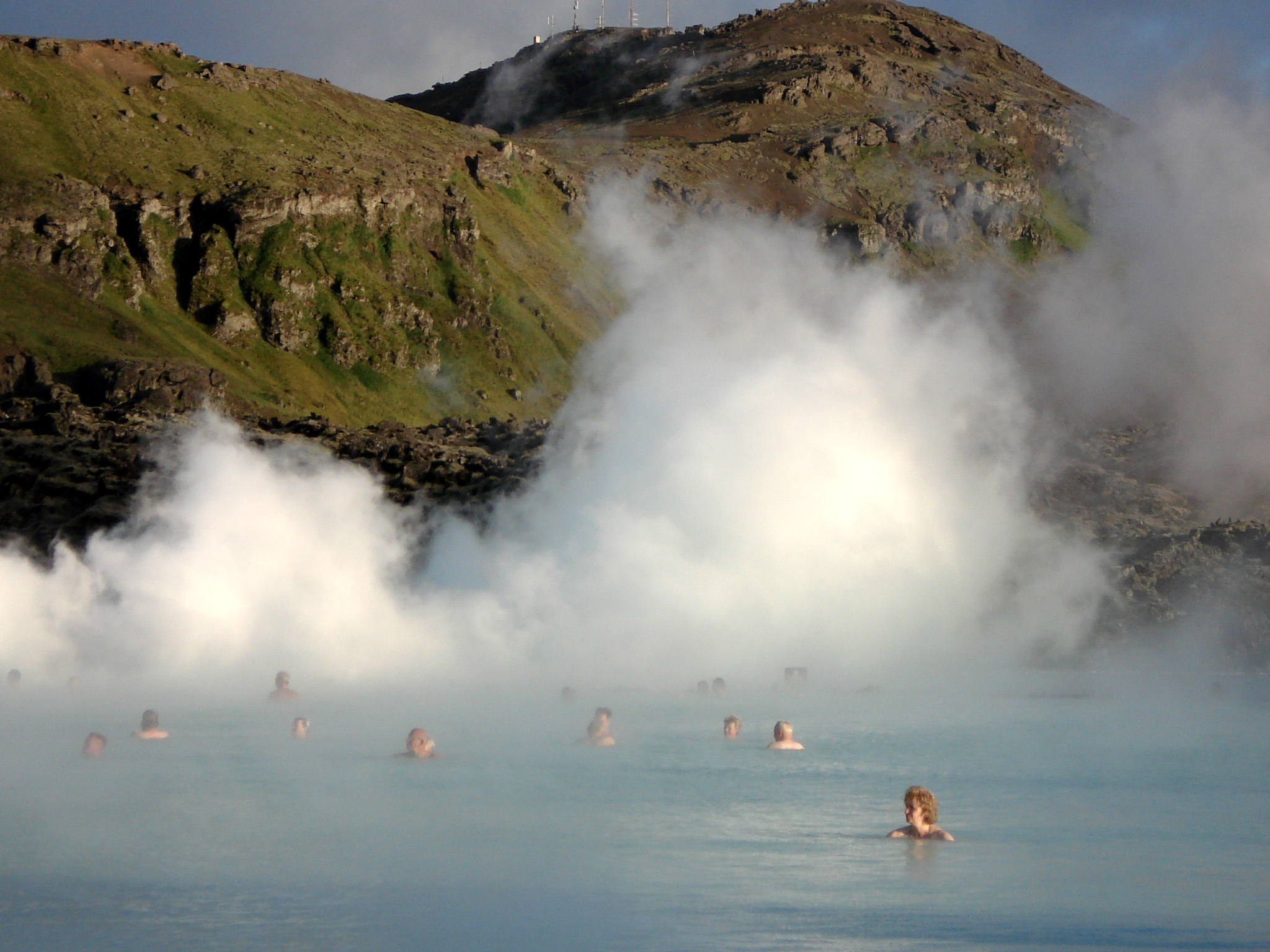
Голубая Лагуна — термальное озеро

Туризм в Исландии составил 5,9 % ВВП в 2009 году, что соответствует занятости в 5,35 тыс. человек в данной индустрии. В 2010 году число посетивших страну было на уровне 495 тысяч, а в 2000 — 200 тысяч прибывших. Основные турпотоки приходят из Великобритании, Германии и США. Исландия не является членом Европейского союза. Но при этом страна является членом Шенгенского соглашения.

## Достопримечательности

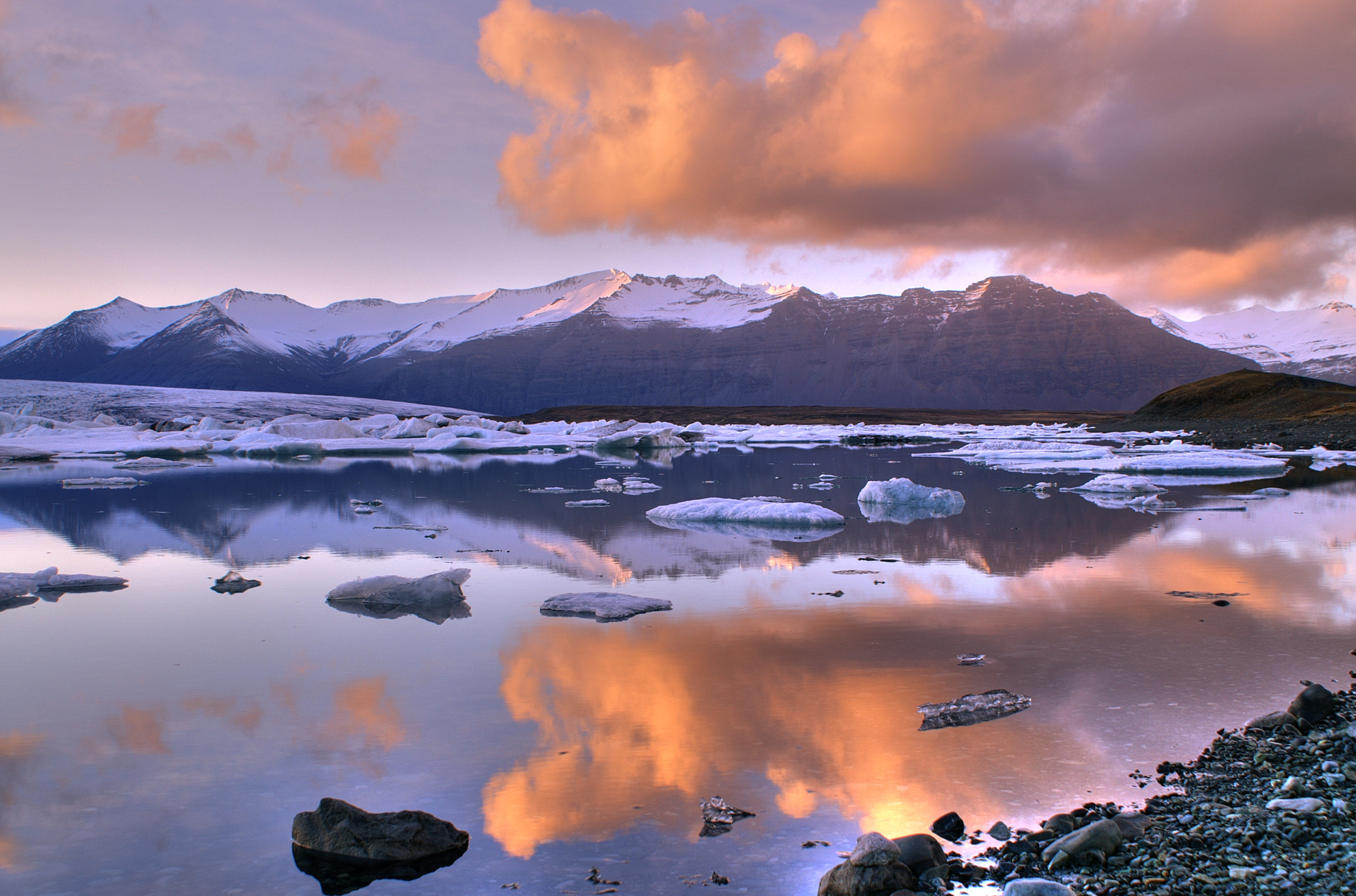
Йёкюльсаурлоун — самая большая ледниковая лагуна в Исландии

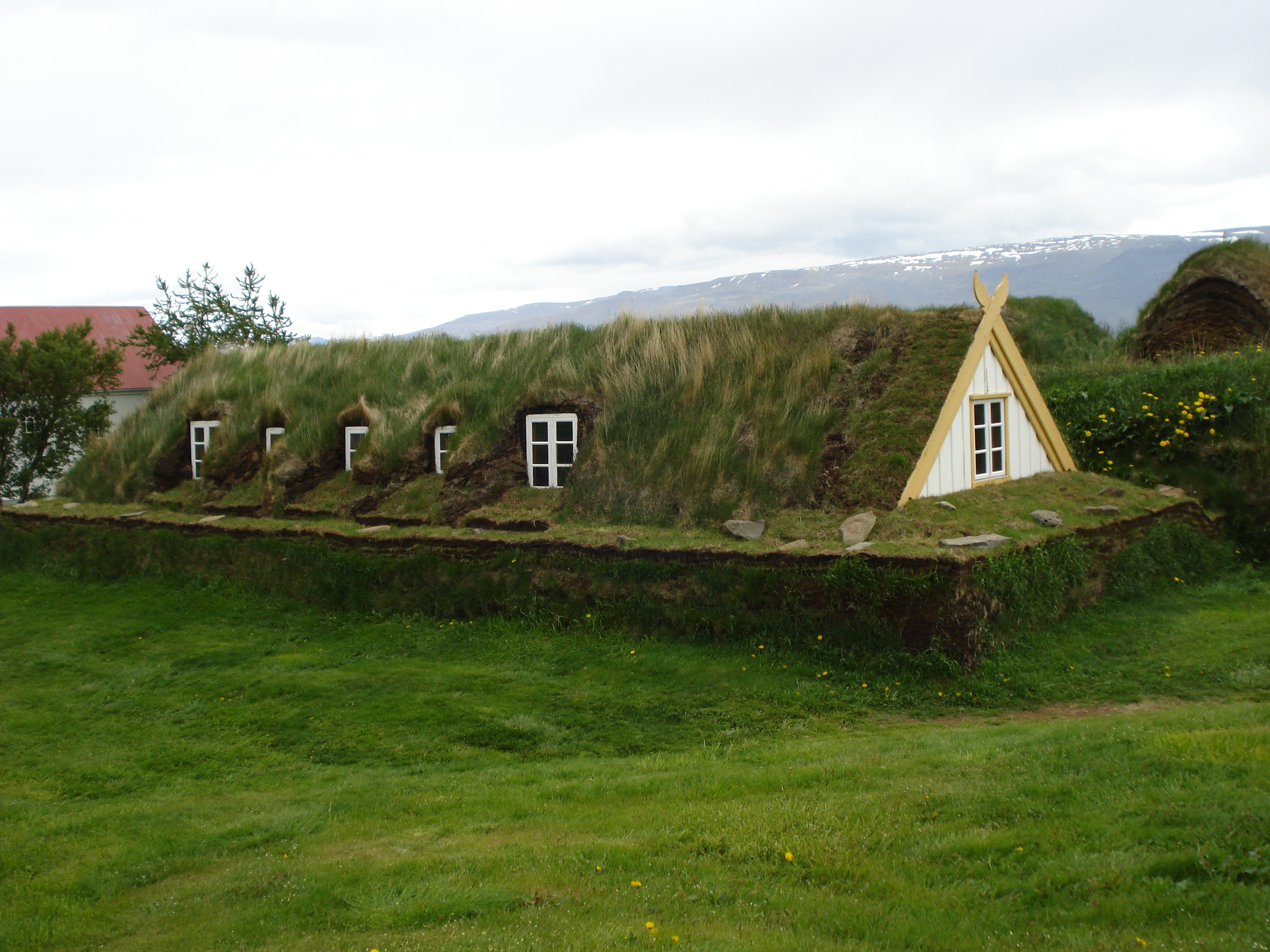
Исландские дерновые дома

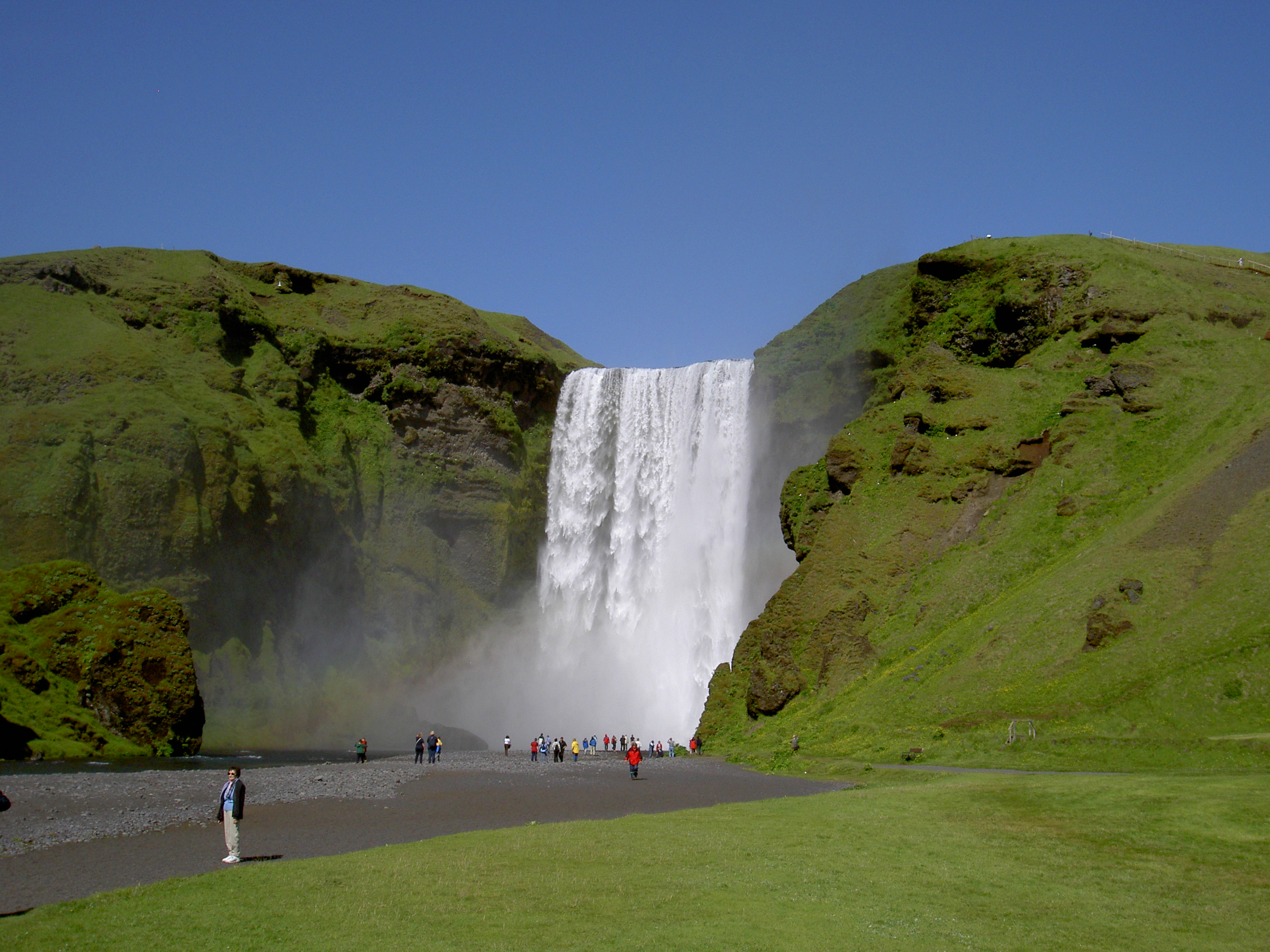
Водопад Скоугафосс

### Рейкьявик и окрестности
Рейкьявик — туристические ворота Исландии и центр столичной зоны c населением 200 тысяч жителей. Об истории города рассказывает музей народного творчества под открытым небом «Arbaejarsafn».

### Запад Исландии
В этом уголке страны можно найти все виды вулканов, встречающихся в Исландии, а минеральная вода выходит на поверхность либо прохладной, либо бьющей горячими столпами, как, например, из самого большого ключа Европы — Дейлдартунгухвер (исл. Deildartunguhver), где скорость воды достигает 48 л/с.
Лучший показатель вулканизма — древний кратер Снефельсйокуль (исл. Snæfellsjökull), находящийся под ледником и являющийся Национальным парком.
Ландшафт отмечен обилием островов, сформированными во времена Ледникового периода водопадами, долинами и фьордами. Птицы, живущие в бухте Брейдафьордур (исл. Breiðafjörður), привлекают туристов на свои «птичьи базары», три из которых самые большие в Европе.

### Западные фьорды
Треть береговой линии Исландии — это фьорды. В западных фьордах находится регион Диньянди (исл. Dynjandi), где расположены семь водопадов. Национальный заповедник Хорнстрандир (исл. Hornstrandir) и высочайший утёс Латрабьярг (исл. Latrabjarg, 440м) — самая западная точка Европы, являются основными местами для туризма.

### Север Исландии
Расположенный в западной части Эйя-фьорд популярен среди горнолыжников. Здесь можно наблюдать «полуночное солнце» — явление, когда светило не закатывается, а только касается горизонта и снова восходит. На востоке региона извержение вулкана Крафла оставило живописно застывшие потоки лавы.
Редкое геологическое явление представляет собой каньон Аусбирги (исл. Ásbyrgi), ныне — Национальный парк. Недалеко от него находится озеро Миван (исл. Mývatn).
Исторические места, связанные с сагами — Хунаватнссисла (исл. Húnavatnssýsla) и Скага-фьорд (исл. Skagafjörður).
Прошедший в начале XX века «селёдочный бум» сделал многих исландцев богачами. Атмосфера этих рыбацких деревень сохраняется в Сиглюфьордюре (исл. Siglufjörður), одном из главных мест добычи сельди того времени.

### Восток Исландии
Самое популярное место этого региона — ледник Ватнайёкюдль (исл. Vatnajökull), самый большой в Европе. У его подножия лежит Национальный парк Скафтафель.
Восточные фьорды, сформировавшиеся в Ледниковый период, скрывают под своей поверхностью 3 км зеолитов. Их можно увидеть в Тейгархорне (исл. Teigarhorn).

### Юг Исландии

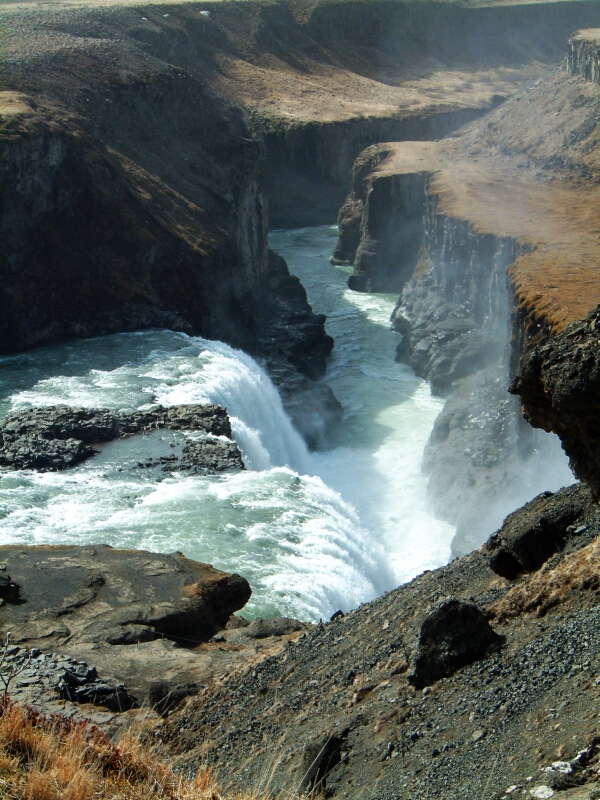
Водопад Гюдльфосс

На юго-западе страны на полуострове Рейкьянес, а также в долине Тингветлир можно встретить несколько геотермальных зон, в двух из которых — Свартсенги (исл. Svartsengi) и Хенгилл (исл. Hengill) добывают энергию. В Свартсенги есть центр геологической истории Gjáin и оздоровительный курорт международного уровня Голубая Лагуна.
Поскольку люди селились по южному побережью с древнейших времён, здесь появилось много музеев, начиная от Музея мореходства в Гриндавике до Музея Скоугар (исл. Skógar) — главного в области этнографии, и Центра Призрака в Стокксейри, посвящённого феномену Исландского Призрака.
Тингветлир — одно из самых упоминаемых в исландских сагах исторических мест, где заседала всеобщая Ассамблея с 930 по 1798 гг. С 1930 года он стал Национальным парком, а с 2004 года — объектом всемирного наследия Юнеско. Неподалёку в Скаулхольте располагалось Епископство, просуществовавшее вплоть до 18 века со дня пришествия христиан на остров.
К природным достопримечательностям относятся водопад Гюдльфосс (исл. Gullfoss — «золотой водопад», gull — золото; foss — водопад) и горячий источник Geysir, от которого происходит слово «гейзер». К востоку от него находятся два действующих вулкана — гора Хекла и гора Катла, скрытая ледником. К югу лежат острова Вестмана, обиталище птиц, отличающееся разнообразием флоры.

### Центральное Высокогорье
Ландманналаугар (исл. Landmannalaugar) — геотермальная зона, находящаяся в центральной части Исландии. Липаритовые горы этого региона окрашены в природные жёлтые, зелёные, красные и обсидиановые цвета.
В Кверкфьёлле (исл. Kverkfjöll) пар, поднимающийся из-под ледника создал в нём причудливые галереи и пещеры. В горах Дингьйюфьодль (исл. Dyngjufjöll) расположено кальдерное озеро Ёскьюватн и тёплое озеро Вити (исл. Víti), образованные в результате извержения вулкана Аскья в 1875 году. Рядом с ледником Лаунгйёкудль через чёрные пески проходит дорога Спренгисандур (исл. Sprengisandur).
Долина Тоурсмёрк (исл. Þórsmörk) популярна среди любителей пешего туризма. Высокогорные дороги проходимы летом только на полноприводных машинах, когда сходит снег. Такие дороги относятся к категории F.